# Throana pectinifer
Throana pectinifer är en fjärilsart som beskrevs av George Francis Hampson 1897. Throana pectinifer ingår i släktet Throana och familjen nattflyn. Inga underarter finns listade i Catalogue of Life.